# (1011) Laodamie
(1011) Laodamie (désignation internationale (1011) Laodamia) est un astéroïde de la ceinture principale aréocroiseur découvert le 5 janvier 1924 par l'astronome allemand Karl Reinmuth.
Sa désignation provisoire était 1924 PK.